# Фарнаваз I
Фарнаваз I (груз. ფარნავაზ I) — первый царь древнегрузинского государства, известного в античности как Иберия. Сообщения о нём сохранились в древнегрузинских летописях — «Обращение Грузии» и «Жизнь картлийских царей» VII века, входящих в сборник летописей «Картлис цховреба» («Житие Картли»). Согласно этим источникам был преемником Азона, основоположником династии Фарнавазидов.
По поводу историчности Фарнаваза С. Рапп отмечает: «(личность) Фарнаваза возможно действительно является выдумкой, однако более правдоподобно, что просто со временем память об историческом Фарнавазе приобрела черты легенды».
Опираясь на средневековые летописи, большинство учёных времена правления Фарнаваза датируют концом IV−III веком до н. э. Согласно Вахушти Багратиони Фарнаваз правил в 302—237 годах до н. э., согласно Кириллу Туманову — 299—234 года до н. э., а по мнению Павле Ингороква периодом его царствования были 284—219 годы до н. э.
Из летописи «Обращение Грузии» узнаем что Фарнаваз «воздвиг большого идола на выступе [горы?], и дал ему имя Армаз, и обвел [идол] стеной со стороны реки, и называется [это место] Армаз».
Фарнаваз был женат на принцессе из Дзурдзуково царства. У них родился сын, по имени  Саурмаг.

В сочинении «Жизнь картлийских царей», входящем в сборник древнегрузинских летописей «Картлис цховреба», сообщается, что Фарнаваз создал грузинскую письменность:
И этот Парнаваз был первым царем в Картли из племени Картлоса.

Он распространил язык грузинский и больше уж не говорили в Картли 

на ином языке, кроме грузинского.  И создал он грузинскую письменность,

и умер Парнаваз, и похоронили его перед идолом Армази.

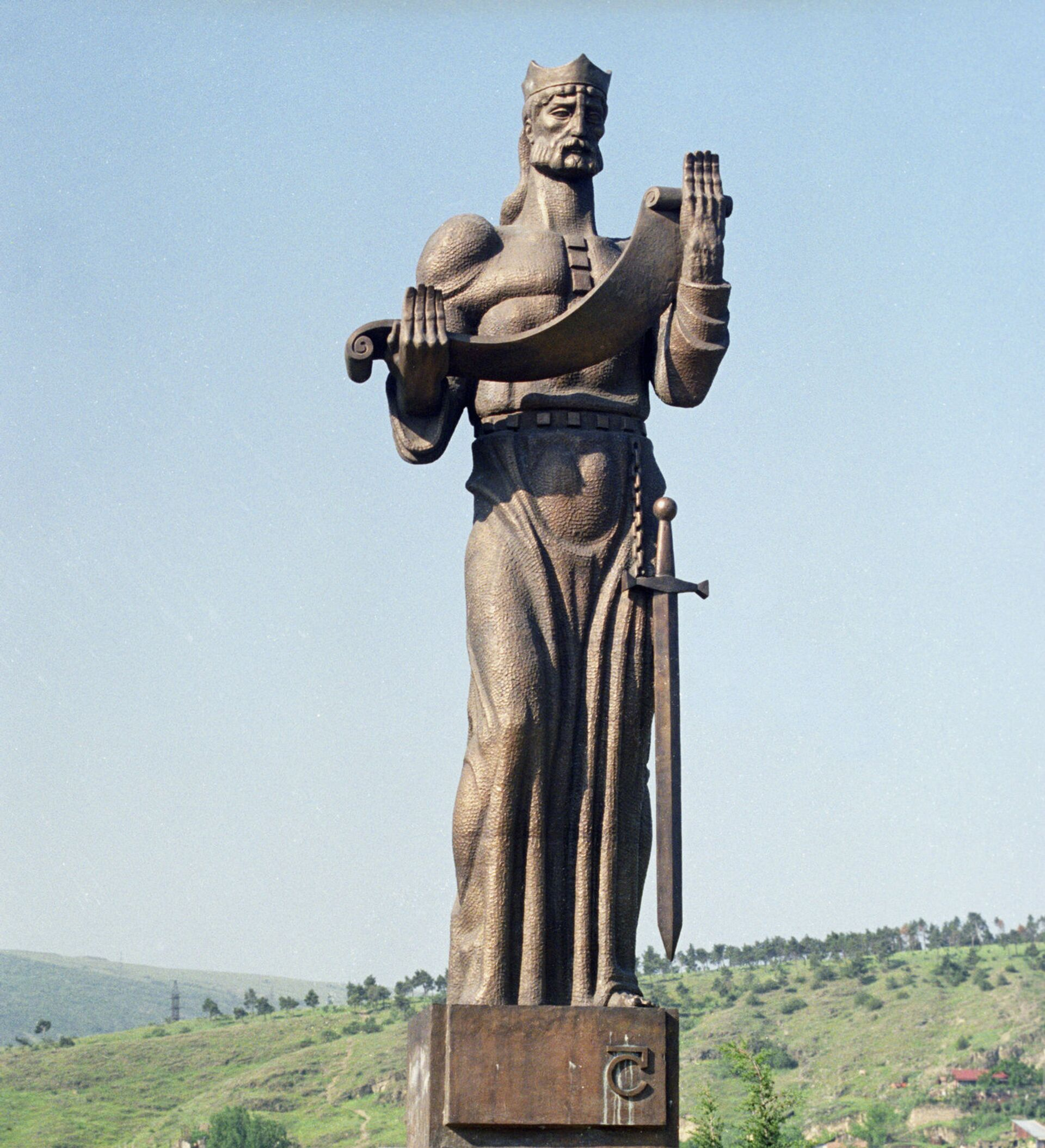
Фарнаваз I-автор Амашукели, Элгуджа Давидович